# 園芸学科
園芸学科（えんげいがっか）は、果物や野菜、作物、草花の栽培・育種などの知識と技術を修得、また研究・開発する学問の分野。
自然科学また、農業、芸術の専門科目のひとつである。

## 園芸学科のある主な学校
- 千葉大学園芸学部
- 南九州大学環境園芸学部 環境園芸学科
- 弘前大学農学生命科学部 園芸農学科→国際園芸農学科
- 恵泉女学園大学人間社会学部 社会園芸学科
- 栃木県農業大学校　園芸経営学科
- 茨城県立農業大学校　野菜園芸学科　花き園芸学科　果樹園芸学科
- 静岡県立農林大学校
- 熊本県立農業大学校　農産園芸学科

その他
- 山梨大学生命環境学部地域食物科学科園芸学研究部門
- 兵庫県立淡路景観園芸学校

## 造園施工管理技士
園芸科、園芸学科、園芸農学科（ただし、農業経済学コースを除く）といった名称の学科出身者は、所定の実務年数を経て造園施工管理技士の受験資格を得ることができる（番号は09）。
弘前大学農学部にあった旧園芸化学科に関しても、同様である。